# 段落ち
段落ち（だんおち）とは、江戸時代、大坂における町橋の維持費用の分担方法である。
橋に一番近い町が最も負担割合が高く、橋から離れるに順い負担が軽くなるシステムである。

## 概略
大坂の町橋にはそれぞれ橋掛町々というものがあり、普請を掌った。
橋掛町々とは交通往来の点でその橋の費用を負担する町々で、橋詰の両町はもちろん、それに接する数町をいうが、橋によって橋掛町の数はことなる。
心斎橋についていえば、長堀心斎町、長堀十丁目が南北の橋詰町で、その外、北は車町、南勘四郎町から、本町4丁目5丁目まで15町、南は錺屋町から菊屋町まで5町、合計22町が橋掛町々であった。
出金の比率は橋詰両町で2分の1、のこりの2分の1は南北の20町から、1割落で出すことになっていた。
西横堀橋、木綿橋は東西17町が橋掛町で、西詰吉野屋町が7割、東詰南毛綿町が2割、その他の15町が1割を負担した。
このように橋ごとに橋掛町々の数をことにし、また費用分担の方法は橋掛町々の自由に規定することであったが、だいたい橋詰の両町が最も多く費用を負担し、橋から遠くなるほど少なくなった。
標準となる銀額を本掛といい、何町は本掛何割落ときめた。
橋清掃の費用も段落で出し、その金額をふたたび間口に割り当てて町内から徴収した。
しかし道頓堀戎橋は芝居町にいく道路であるため往来も激しく、早く破損するから、この橋の架け替え修理には今宮村外2村、法善寺、三津寺町外30町からそれぞれ余内銀（補助金）を出し、残額は橋詰の四ツ角屋敷と芝居4軒とで一半を、また菊屋町、木挽南ノ町、同中ノ町、同北ノ町、錺屋町、久左衛門町、宗右衛門町、吉左衛門町および九郎右衛門町の9町で一半を支弁したが、その後、本場町、本京橋町、本相生町の3町が戎橋の橋掛町となり、いっさいの費用は四ツ角4町および芝居矢倉4軒から2分の1を負担することになった。
当時、橋の普請修復については橋掛町は困惑した。
人や車の往来が激烈では破損がはなはだしいので町によってはなるべく他町の橋を通行するように湾曲の度をつよくして架けたという。